# HMS Zubian
HMS Zubian – brytyjski niszczyciel typu Tribal z okresu I wojny światowej.

## Powstawanie
Okręt powstał w nietypowy sposób, mianowicie przez połączenie dwóch innych, uszkodzonych jednostek typu Tribal. Pierwszą z nich był HMS „Zulu”, który utracił rufę na skutek eksplozji miny u wybrzeży Dunkierki 8 listopada 1916, drugą – HMS „Nubian”, storpedowany przez niemiecki niszczyciel w nocy z 26 na 27 października 1916 koło Folkestone. Oba okręty udało się uratować i doprowadzić na holu do portów. W Chatham Dockyard zdołano połączyć, mimo 89 mm różnicy w szerokości kadłubów, sekcję dziobową HMS "Zulu" z śródokręciem i rufą HMS "Nubian". Nazwę "nowego" okrętu – "Zubian" utworzono przez połączenie dwóch słów w jedno (w językoznawstwie: kontaminacja).

## Historia
HMS "Zubian" wcielono do Royal Navy 7 czerwca 1917, pozostawał w służbie do końca wojny w składzie 6. Flotylli Niszczycieli. 4 lutego 1918 w pobliżu wybrzeża Essex staranował niemieckiego U-Boota. Przypisano mu zatopienie SM UC-50, później okazało się jednak, że atak doprowadził do uszkodzenia UC-79.
Okręt został sprzedany na złom w grudniu 1919.